# پرستودریایی پشت‌سیاه
پرستودریایی پشت‌سیاه یا پرستودریایی دودی (نام علمی: Onychoprion fuscatus) نام گونه‌ای پرستودریایی از سرده پرستودریایی‌های پشت‌تیره است که در مناطق گوناگونی از جهان به دور خط استوا، از اقیانوس آرام و کرانه‌های قاره آمریکا تا کرانه‌های غربی آفریقا، اقیانوس هند، و استرالزی زندگی می‌کند. در ایران، این پرنده به صورت سرگردان در جزایر جنوبی خلیج فارس دیده می‌شود.

## ویژگی‌های ریخت‌شناسی
طول بدن پرستودریایی پشت‌سیاه ۴۴ سانتی‌متر است. این پرنده در مقایسه با پرستوی دریایی پشت‌دودی دارای جثه بزرگتر و روتنه یکدست سیاه است. پیشانیش سفید است ولی به نسبت پرستوی دریایی پشت‌دودی پیشانی باریک‌تری دارد و سفید آن تا پشت چشم‌ها نیست. زیرتنه‌اش سفید و منقار و پاها سیاه هستند. رنگ پرندهٔ جوان قهوه‌ای تیره با گلو و سینهٔ سیاه است.

## زیستگاه
پرستودریایی پشت‌سیاه در دریاها زندگی می‌کند و پرنده‌ای اجتماعی به‌شمار می‌رود. این پرنده در صخره‌های شنی و سنگ‌های سواحل جزایر دارای پوشش گیاهی تولیدمثل می‌کند.

## نگارخانه

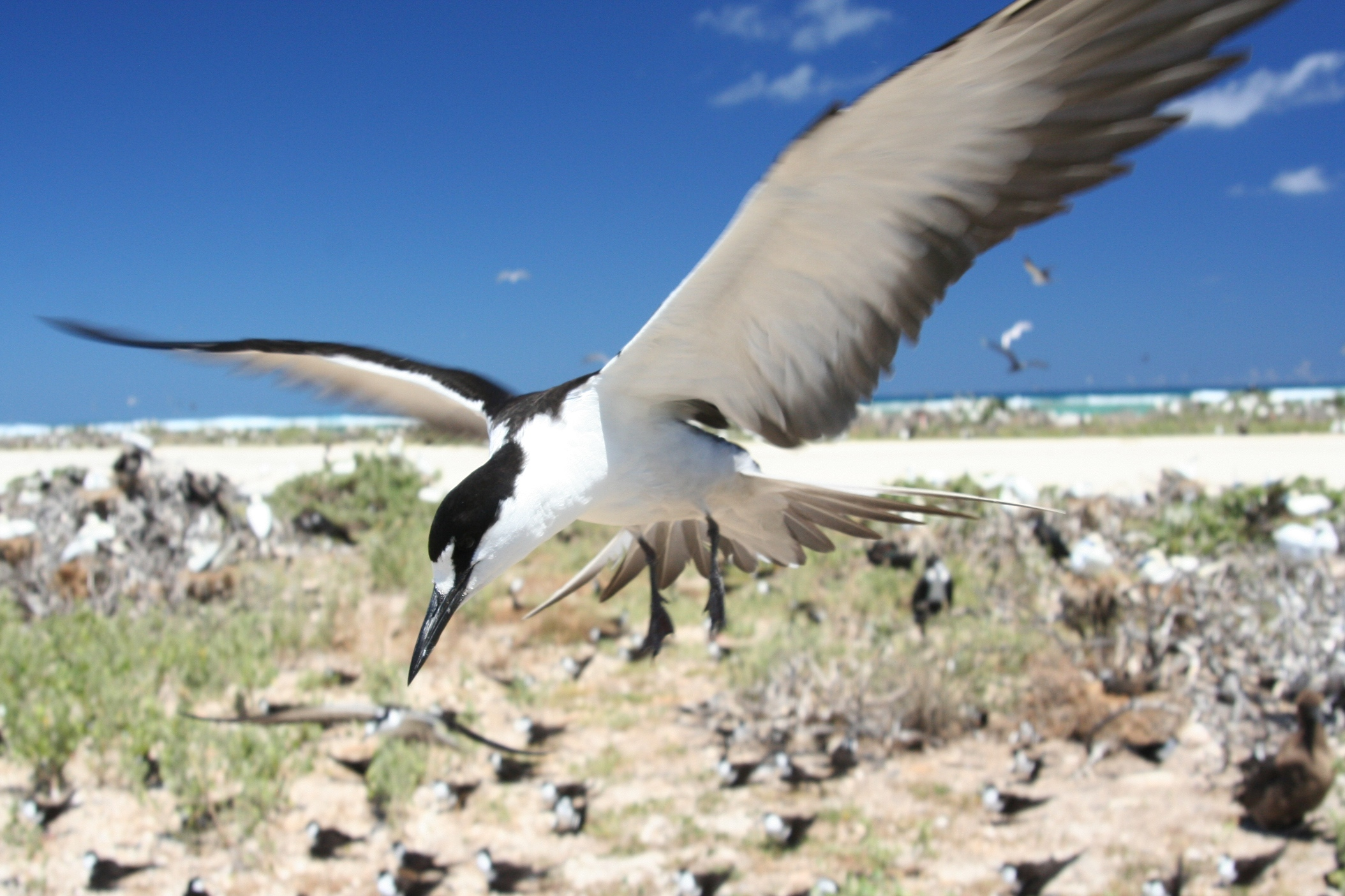
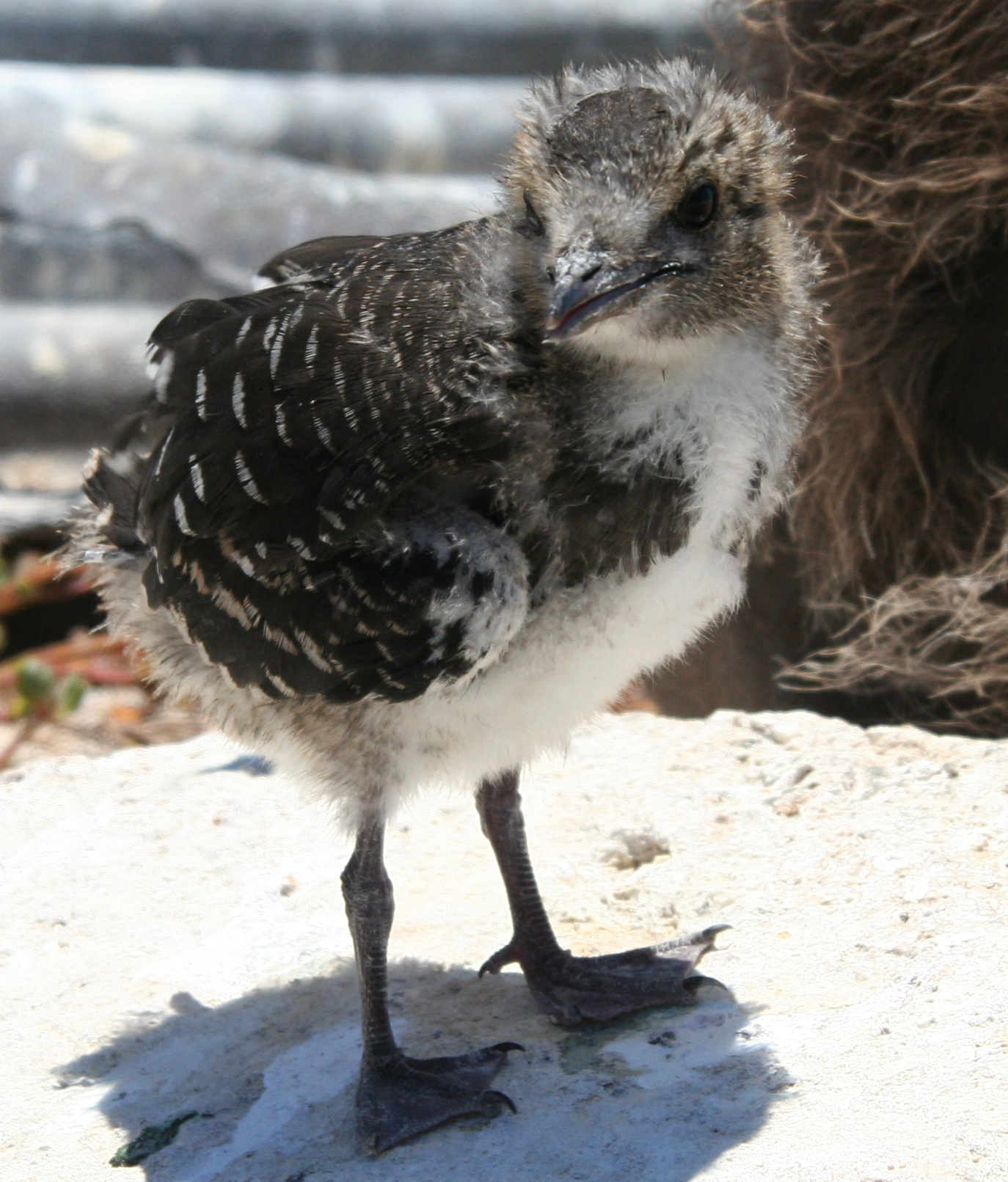
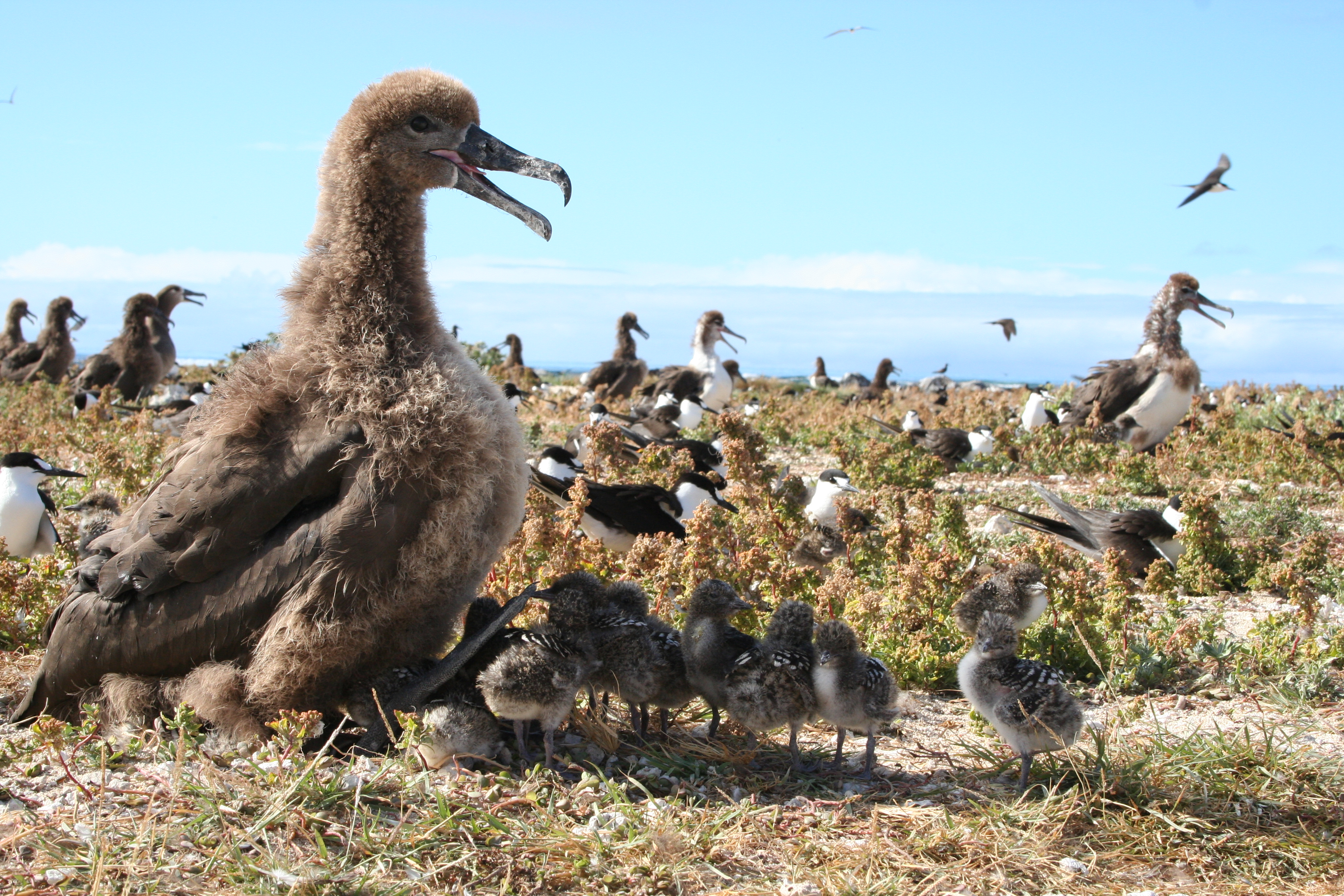
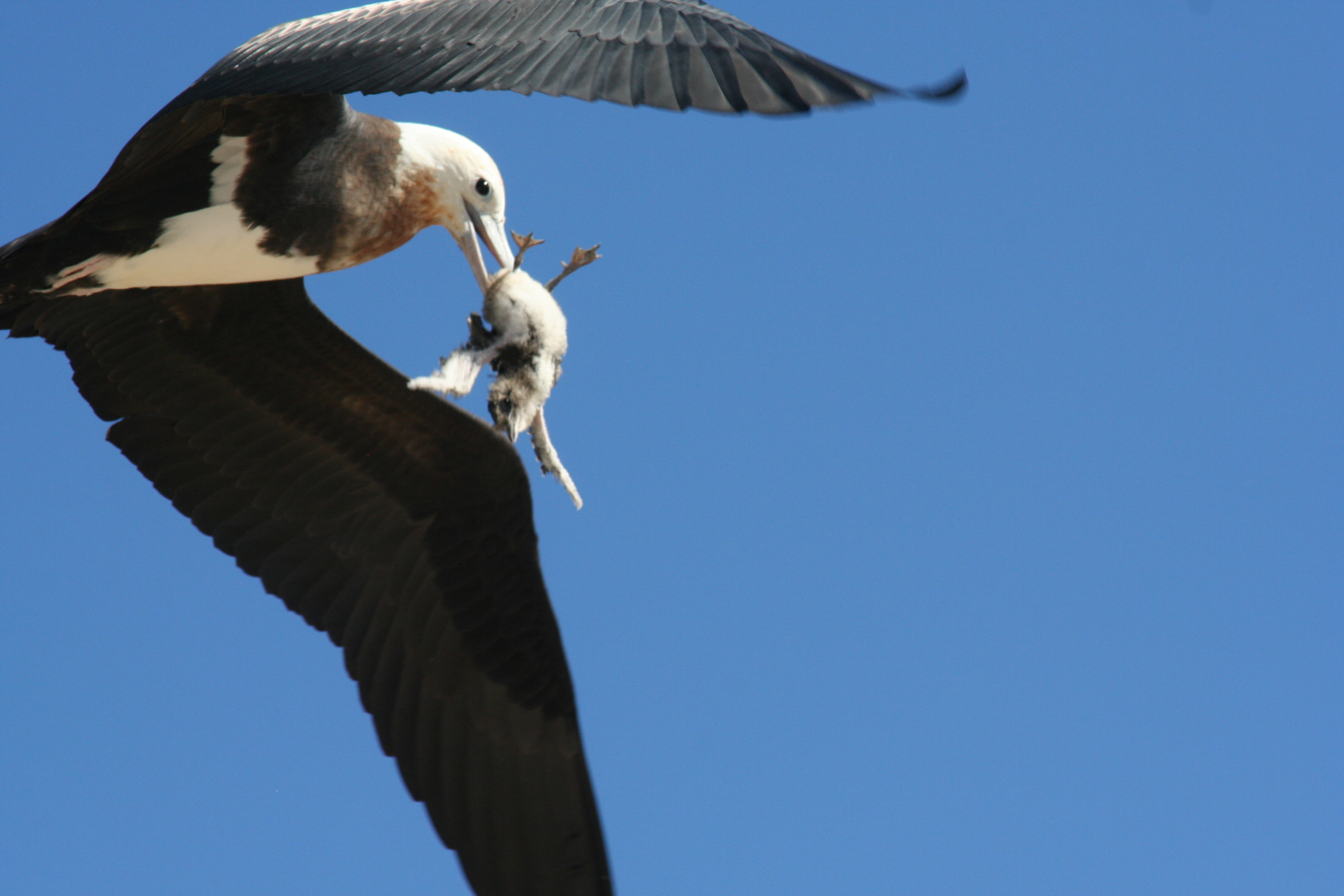
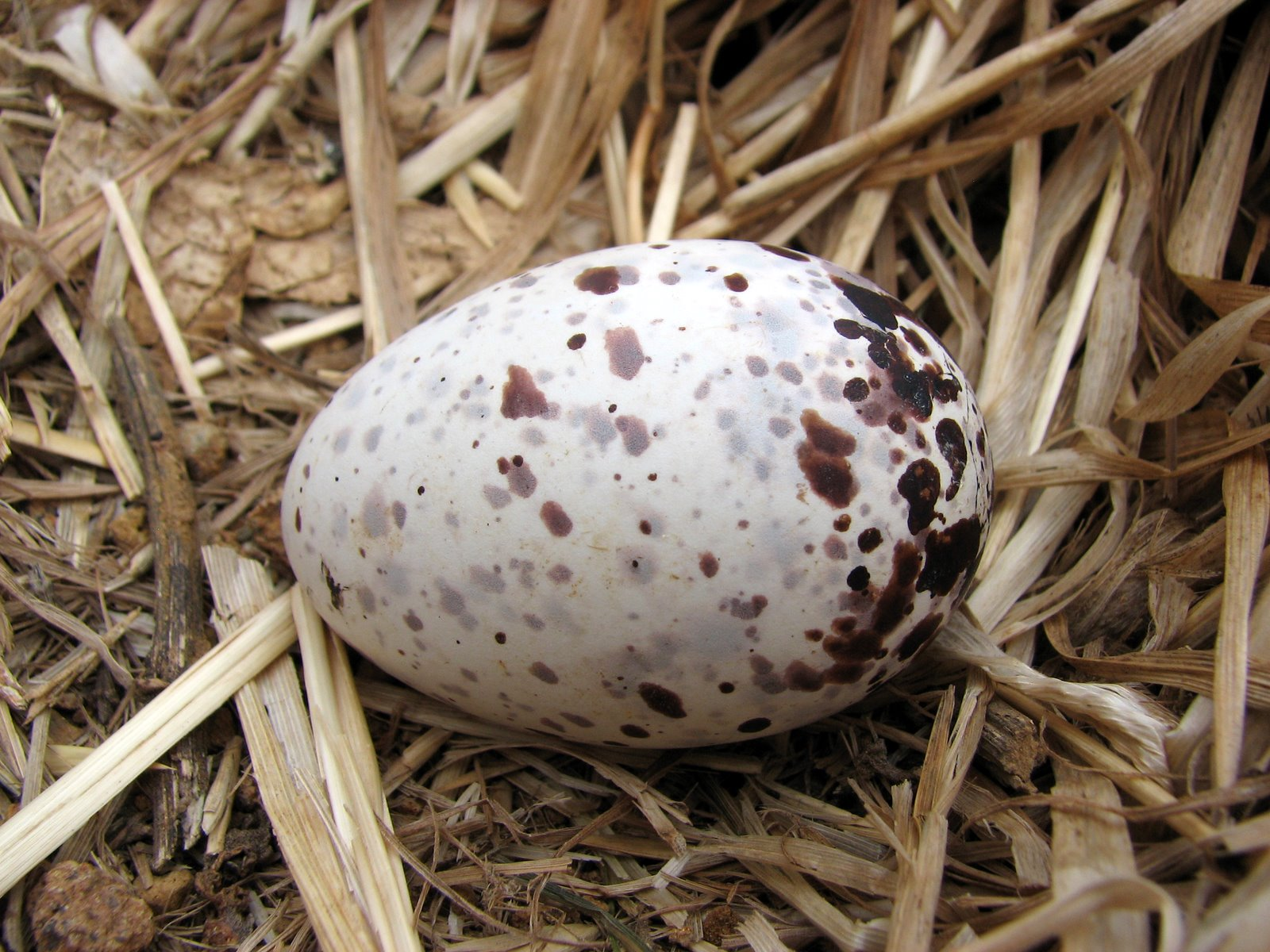